# Cabinet Biedenkopf III
Le cabinet Biedenkopf III était le gouvernement régional (Landesregierung) du Land de Saxe en fonction entre le 26 octobre 1999 et le 17 avril 2002, durant la troisième législature du Landtag.
Il était dirigé par le Ministre-président chrétien-démocrate Kurt Biedenkopf et soutenu par la seule Union chrétienne-démocrate d'Allemagne (CDU), qui disposait de 76 députés sur 120.
Il a succédé au cabinet Biedenkopf II et a cédé sa place au cabinet Milbradt I.

## Composition
| Portefeuille                                    | Titulaire          | Titulaire                              | Parti |
| ----------------------------------------------- | ------------------ | -------------------------------------- | ----- |
| Ministre-président                              |                    | Kurt Biedenkopf                        | CDU   |
| Chef de la chancellerie régionale               |                    | Thomas de Maizière jusqu'au 30/01/2001 | CDU   |
| Chef de la chancellerie régionale               | Georg Brüggen      |                                        | CDU   |
| Ministre de l'Intérieur                         |                    | Klaus Hardraht                         | CDU   |
| Ministre des Finances                           |                    | Georg Milbradt jusqu'au 30/01/2001     | CDU   |
| Ministre des Finances                           | Thomas de Maizière |                                        | CDU   |
| Ministre de la Justice                          |                    | Steffen Heitmann jusqu'au 15/09/2000   | CDU   |
| Ministre de la Justice                          | Manfred Kolbe      |                                        | CDU   |
| Ministre de l'Économie et du Travail            |                    | Kajo Schommer                          | CDU   |
| Ministre des Affaires sociales                  |                    | Hans Geisler                           | CDU   |
| Ministre de l'Environnement et de l'Agriculture |                    | Steffen Flath                          | CDU   |
| Ministre de l'Éducation                         |                    | Matthias Rößler                        | CDU   |
| Ministre de la Science et de la Culture         |                    | Hans-Joachim Meyer                     | CDU   |
| Ministre de l'Égalité                           |                    | Christine Weber                        | CDU   |
| Ministre de la Politique fédérale et européenne |                    | Stanislaw Tillich                      | CDU   |